# Jardin Claudius Montessuit
Le jardin Claudius Montessuit ou parc Claudius Montessuit est un jardin public sis dans la ville d'Annemasse en Haute-Savoie.
Ce parc est constitué d'arbres et de massif fleuris, d'une roseraie, d'un kiosque, de pelouses et d'un jardin d'enfants.
Le parc a été fondé le 1er mai 1931, rénové en 2008 et inauguré et rouvert au public en juin 2009. Son nom est donné en référence à Claudius Montessuit maire d'Annemasse de 1929 à 1963. Il s'agit du premier jardin public ouvert par la ville en 1931.
En 1991, le jardin est étudié dans le cadre du pré-inventaire du patrimoine, notamment pour la documentation préalable des jardins remarquables. En 2010, une convention est signée entre la ville d'Annemasse et la ligue pour la protection des oiseaux pour le recensement de la faune du parc et favoriser des aménagements afin de préserver de sa biodiversité.
Dans le parc, est sise la Villa du Parc, un centre d'art contemporain avec expositions temporaires et permanentes.